# سید عزالدین حسینی زنجانی
سید محمد عزالدین حسینی الموسوی زنجانی  مشهور به  «امامِ زنجانی» (زاده ۱۲۹۹ در زنجان – درگذشته ۲۴ اردیبهشت ۱۳۹۲ در مشهد)، فقیه، مفسر قرآن، فیلسوف و از مراجع تقلید شیعه اهل ایران بود.
سید محمد حسینی زنجانی از مراجع تقلید شیعه فرزند وی است.
حسینی زنجانی تحصیلات خود را در زنجان آغاز کرده و در قم و نجف پی گرفته بود. وی مدتی امام جمعه شهر زنجان بود. او تا پایان عمرش در مشهد اقامت داشت. سرانجام سید محمود عزالدین حسینی زنجانی روز ۲۴ اردیبهشت ۱۳۹۲در منزل شخصی خود در مشهد درگذشت و پیکرش پس از تشییع در دارالزهد حرم علی بن موسی الرضا به خاک سپرده شد.
چهار نسل قبل از وی همگی از مراجع تقلید و امام جمعه زنجان بودند. او نیز پنجمین و آخرین امام جمعه از خاندان حسینی زنجانی بود.

## زندگی

### تولد و خانواده
سید عزالدین حسینی زنجانی در فروردین ماه سال ۱۲۹۹ هجری شمسی (رجب ۱۳۳۸ قمری) در شهر زنجان متولد شد. نماز جمعه زنجان در سال‌های متمادی به وسیله اجداد او اقامه می‌شد. جد اعلای زنجانی، سید محمد مجتهد سردانی از مجتهدین به نام زنجان در عصر خود بود که در طرد و دفع بابیت از زنجان نقش بسیار مهمی داشت.عبدالله میرزا (پسر فتحعلی شاه و حاکم زنجان) که شیفته و مرید سید محمد مجتهد شده بود، مسجد سید زنجان را برای اقامه نماز جمعه و جماعت به امامت وی بنا کرد. پدر او میرزا محمود حسینی زنجانی از علمای برجسته ایران و نماینده زنجان در مجلس مؤسسان بود. مادر او، دختر شیخ‌الاسلام زنجان و میرزا ابوعبدالله زنجانی (نخستین عضو ایرانی فرهنگستان دمشق و مترجم «تاریخ‌القرآن») و حبیب‌الله مجد ضیایی (نماینده زنجان در مجلس شورای ملی) دائی‌های وی بودند. پسردائی‌های پدرش سید رضا زنجانی و سید ابوالفضل زنجانی نیز از روحانیون برجسته و اعضای عالی‌رتبه جبهه ملی ایران بودند و پسرعمه پدرش عبدالکریم زنجانی از مبلغان اتحاد اسلام به‌شمار می‌رفت و سال‌ها در حرم علی بن ابی‌طالب نماز جماعت برگزار می‌کرده‌است.

میرزا محمود حسینی

### اجداد و فرزندان
- اجداد وی به ترتیب عبارت‌اند از:

محمد عزالدین بن محمود بن ابوالفضائل بن عبدالواسع بن محمد بن قاسم بن عزالدین محمد بن جعفر بن حسین بن عباس بن محمد بن ابراهیم بن حسن بن علی بن خلیل بن محمد بن علی بن اسماعیل بن جعفر بن محمد الفرو بن احمد بن ابوالفضل العباس بن یحیی بن یحیی بن حسین ذوالدمعه بن زید بن علی بن حسین بن علی بن ابی طالب
مادربزرگ پدری سید عزالدین حسینی، سکینه خانم دختر حاج سید محسن موسوی زنجانی و خواهر سید محمد موسوی زنجانی بود. این خانواده نیز، که سابقه‌ای سیصدساله در زنجان دارند و چهره‌هایی چون میرزا ابوطالب زنجانی و سید رضا زنجانی از آن برخاسته‌اند، با چند واسطه به موسی بن جعفر متصل می‌شوند. میرزا محمود و سید عزالدین نام خانوادگی «حسینی الموسوی» را انتخاب کردند که تلفیق نام فامیلی خانواده‌های مادری و پدری میرزا محمود است.
- همسر وی دخترمحمدکاظم فائق طهرانی بود. زنجانی پنج فرزند پسر و سه دختر داشت.

### تحصیلات
وی نخست تحت تربیت پدرش میرزا محمود حسینی، امام جمعهٔ زنجان، مدارج علمی را طی کرد و هم‌زمان به تحصیلات کلاسیک و فراگیری زبان فرانسه نزد میرزا مهدی خان وزیری پرداخت. او بر زبان فرانسه مسلط بود. قبل از تشکیل حوزه علمیه قم به‌وسیله عبدالکریم حائری یزدی حوزه‌های شهرهای ایران فعال بوده، حوزهٔ علمیهٔ زنجان موقعیت خاصی داشته‌است. وی دوران مقدمات، سطح و مقداری از درس خارج را در حوزهٔ زنجان و در نزد این استادان گذراند:
دوره ادبیات و سطح:
1. سید رضا جوقینی (جامع المقدمات)
2. سید عبد الصمد غزالی (سیوطی)
3. شیخ مختار لنکرانی (مغنی)
4. شیخ یحیی مدرسی (مطول) دوره سطح؛
5. علی رفاه (شرح لمعه)
6. سید احمد مجتهدی - عموی او - (قوانین الاصول)
7. حسین دین‌محمدی زنجانی (رسائل و مکاسب)
8. عبدالکریم خوئینی زنجانی (کفایة الأصول) دوره فلسفه و منطق؛
9. سید مجتبی موسوی انگورانی (منطق)
10. میرزا محمود حسینی زنجانی (منظومه و اسفار در فلسفه) وی در دوره خارج به همراه رضا روزبه در جلسات درس پدرش، میرزا محمود حسینی زنجانی شرکت می‌کرد.[۱۰]

به گفتهٔ عبدالحسین حائری سید عزالدین قطعاً پیش از بلوغ مجتهد بوده‌است و کسانی که در آن زمان با او مباحثه می‌کردند، متوجه می‌شدند که «فهم ایشان از خیلی شیوخ بالاتر است.»

### مهاجرت به قم
وی در بیست سالگی به حوزهٔ علمیهٔ قم هجرت کرد و در درس خارج سید محمد حجّت کوه‌کمره‌ای در فقه و اصول حاضر شد. از اول اصول تا اواخر استصحاب و در فقه از اول خیار مجلس تا آخر خیارات و یک دوره صلاه که حدود سیزده سال طول می‌کشد.
پس از گذشت چند سال از ورود او سید حسین بروجردی در قم اقامت می‌کند، حسینی زنجانی به مدت ده سال در دروس او شرکت می‌کند و نیز یک دوره در درس اصول سید صدرالدین صدر حاضر می‌شود. هم‌چنین در نزد سید احمد خوانساری خارج مباحث الفاظ کتاب مقالات الاصول، اثر ضیاءالدین عراقی را به‌پایان می‌رساند.
کتاب اسفار را به جز مباحث جواهر و اعراض نزد سید روح‌الله خمینی می‌خواند. در یکی از سفرها، پدرش از سید روح‌الله خمینی دربارهٔ او سؤال می‌کند، روح‌الله خمینی می‌گوید: 
«ایشان بسیار خوش فهم و خوش قریحه هستند».
رابطهٔ سید عزالدین زنجانی با روح‌الله خمینی نزدیک و صمیمی بود. خمینی توجه خاصی به این شاگرد خود داشت. زنجانی تعریف می‌کرد که یک بار سخت بیمار بوده و ظاهراً حصبه گرفته بوده. پزشکان اما اشتباه تشخیص داده بودند و داروی اشتباه تجویز کرده بودند. بیماری آن‌قدر شدید شده بود که وی نمی‌توانسته از حجره پا بیرون بگذارد. روح‌الله خمینی در درس اسفار، متوجه غیبت شاگرد خود شد و از حاضران سراغش را گرفت. دوستانش گفته بودند که کسالت دارد. فردای آن روز روح‌الله خمینی برای عیادت از این شاگردش به حجرهٔ او رفت.
حسینی زنجانی خودش تعریف می‌کرد: «امام آمدند و نشستند، از من عیادت کردند و چون دیدند من حال مساعدی ندارم، به خادمی که همراهشان بود، فرمودند از ایشان باید بیشتر مراقبت و پرستاری شود. حتی دستور دادند رختخواب مرتبی را از منزلشان در خیابان یخچال قاضی قم به حجرهٔ من بیاورند.» علاوه بر آن، برای ایشان پزشکی را آوردند و مقدمات انتقال به بیمارستان را هم فراهم کردند.
وی می‌گفت: «در آن شرایط گاهی حتی از درد بیحال می‌شدم. چشمانم را که باز می‌کردم، می‌دیدم امام بالای سر من نشسته‌اند و داروهای مرا به من یادآوری می‌کنند.»
او اولین شاگرد سید محمدحسین طباطبائی بود و پس از مهاجرت طباطبائی از تبریز به قم با درخواست زنجانی، تدریس را در مدرسه حجتیه قم آغاز کرد. حسینی زنجانی مجدداً یک دوره اسفار را نزد سید محمدحسین طباطبایی خواند. درس اسفار و سلسله جلسات مباحثات شبانه، که بعداً به جلسات اصول فلسفه و روش رئالیسم منتهی شد در قم با درخواست زنجانی و جمعی از هم‌دوره‌ای‌های او تشکیل شد.
حسینی زنجانی هم‌چنین از شیخ مهدی مازندرانی که از علمای بزرگ اما گمنام قم بود، استفاده می‌کند. وی کتاب اسفار را در سه دوره و نزد سید روح‌الله خمینی، سید محمدحسین طباطبایی و مهدی مازندرانی خوانده‌است.
سید محمدحسین طباطبائی به عزالدین حسینی زنجانی بسیار علاقه داشت و بارها از او سخن گفته‌است، وقتی برای ادامهٔ تحصیل تصمیم به مهاجرت به نجف گرفت، موضوع را با طباطبایی در میان گذاشت. طباطبائی به او گفته بود: «کجا می‌روید؟ در نجف خبری نیست. نجف برای شما تحصیلِ حاصل است. (به معنای به دست آوردن چیزی که از قبل موجود بوده‌است)»

طباطبایی در مصاحبه تلویزیونی که در اواخر عمرش انجام شد، هنگامی که خبرنگار سؤال کرد که از شاگردان برجسته خود به چه کسانی می‌توانید اشاره کنید، در پاسخ پس از مرتضی مطهری از او به عنوان امام زنجانی یاد کرد. طباطبائی در جای دیگری این‌گونه از او یاد می‌کند: 
«مقام علمی حاج سید عزالدین برای مردم مجهول است، ایشان بسیار زحمت کشیده و دارای مراتب عالی علمی هستند»

### نجف
عزالدین حسینی زنجانی پس از ۱۴ تحصیل و تدریس در قم به نجف مهاجرت کرد و در حالیکه خود از مجتهدین مطرح حوزه علمیه بود، ماه‌ها در مجلس درس سید عبد الهادی شیرازی و سید ابوالقاسم خویی و سید محسن حکیم و شیخ حسین حلی شرکت کرد. اما پس از دو سال به علت بیماری پدر مجبور به ترک نجف و بازگشت به ایران شد. سید محسن حکیم به حسینی احترام بسیاری می‌گذاشت و جایگاه علمی بالایی برای او قائل بود.

### بازگشت به زنجان
وی پس از درگذشت پدرش، میرزا محمود حسینی در سال ۱۳۳۵، برای تصدی امور مسجد سید که نسل اندر نسل در اداره خاندان حسینی بود، در زنجان ماندگار شد و اقامه نماز جمعه و جماعت را در آن مسجد به عهده گرفت. امامت جمعه در زنجان بر خلاف بسیاری دیگر از شهرها که منصبی حکومتی بود، از اوامر حکومتی مجزا مانده بود.
حسینی زنجانی با مراجعت به زنجان، تدریس درس خارج فقه را هم در این شهر آغاز کرد. محور بحث فقه کتاب «وسیله النجاه» سید ابوالحسن اصفهانی بود. او «کتابخانه حسینی» را در همین سال‌ها در زنجان بنا کرد.
او با تأکید مراجع تقلید نجف تلاش زیادی در جهت احیای حوزه علمیه زنجان کرد.

### فعالیت‌های سیاسی
در سال ۱۳۴۲ حسینی زنجانی که از محبوب‌ترین شاگردان سید روح‌الله خمینی بود، پس از ماجرای مدرسهٔ فیضیه در سال ۴۲ و به تبع آن دستگیری خمینی در خرداد ۱۳۴۲ شمسی علیه حکومت پهلوی سخنرانی کرد و در حین سخنرانی اشک ریخت. حسینی زنجانی از منبر که پایین آمد و دستگیر شد. سپس همراه مرتضی مطهری، سید عبدالکریم هاشمی‌نژاد، ناصر مکارم شیرازی و محمد تقی فلسفی به مدت ۴۵ روز در زندان بود. دست‌نوشته‌های وی در زندان در کتاب یادداشت‌های زندان به چاپ رسیده‌است.
پس از آزادی از زندان، در سال ۱۳۵۰ پس از بازگشت شاه ایران از اوپک سخنرانی شدیداللحنی علیه محمدرضا پهلوی انجام داد. وی دستگیرشده و حبس خانگی او به دستور رئیس ادارهٔ اوقاف زنجان منوچهر آزمون و با هماهنگی ساواک آغاز شد. زنجانی پس از مدتی در سال ۱۳۵۱ به پنج سال تبعید در مشهد محکوم شد و زنجان را اجباراً ترک و به مشهد مهاجرت کرد. دوران تبعید او در مشهد تا پیروزی انقلاب به درازا کشید. در طول مدت اقامت در مشهد، به مبارزات خود ادامه داد.

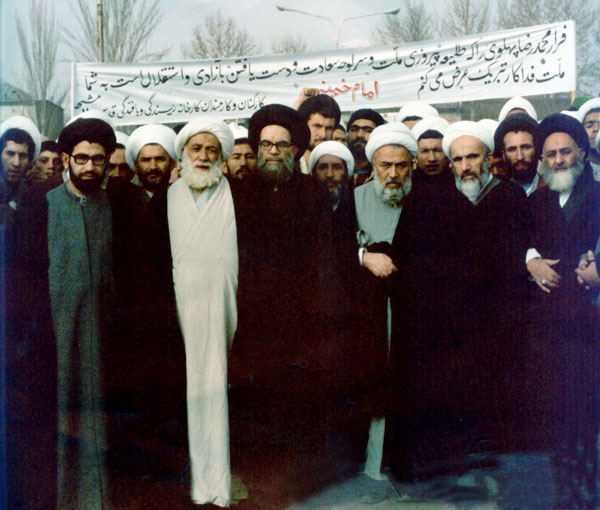
تظاهرات علمای مشهد در دوران انقلاب اسلامی ایران. ایستاده از راست به چپ: سید مجتبی میرصادقی زنجانی، میرزا علی فلسفی، میرزا مهدی نوقانی، سید عزالدین حسینی زنجانی، شیخ ابوالحسن شیرازی و سید محمدعلی شیرازی

### مرجعیت
در سال ۱۳۵۴ شمسی رساله‌ای از حسینی زنجانی با عنوان جامع الاحکام در مشهد انتشار یافت. رساله‌ای که بر خلاف بسیاری از فقها که بیشتر، تعلیقات‌شان بر کتاب «عروةالوثقی» است، تعلیقات او بر کتاب «وسیلةالنجاة» سید ابوالحسن اصفهانی است.
پس از درگذشت محمد علی اراکی، رساله عملیه او با عنوان رساله توضیح‌المسائل در سال ۱۳۷۳ منتشر شد.
برخی منابع مدعی شده‌اند که زنجانی در جایگاه مرجعیت سنتی، ورودی قدرت جویانه به سیاست نداشت، در حالیکه عضویت مجلس خبرگان رهبری و نیز نماز جماعت مسجد گوهرشاد به او پیشنهاد شده بود ولی وی حاضر به پذیرش آن نشد و در مواردی تقیه کرد و در مواردی به گونه‌ای تلطیف شده دیدگاه‌های ناقدانهٔ خود را ابراز داشت. از این روی جامعهٔ مدرسین حوزهٔ علمیهٔ قم حاضر نشد پس از درگذشت سید روح‌الله خمینی او را به عنوان مرجع معرفی کند.

### بازگشت مجدد به زنجان
روح‌الله خمینی در نامه‌ای به زنجانی در نوفل لوشاتو پاریس از او تقاضای بازگشت به زنجان و هدایت امور مبارزه با رژیم شاه را کرده بود.
هنگامی که خمینی در ۱۲ بهمن ۱۳۵۷ به ایران بازگشت و از اوضاع شهرهای مختلف سراغ گرفت. او گمان می‌کرد که حسینی زنجانی در زنجان است؛ اما وقتی متوجه شد که در مشهد است، ناراحت شد و گفت: «چرا ایشان زنجان را رها کردند؟» درخواست‌هایی هم از طرف مردم زنجان به خمینی برای بازگشت زنجانی به این شهر صورت گرفت. هم‌زمان خمینی با زنجانی تماس تلفنی گرفت و با او دراین‌باره صحبت کرد. خمینی گفته بود من به شما حکم می‌کنم که به زنجان برگردید. زنجانی هم در پاسخ گفته بودند چون شما استاد من هستید و حکم می‌کنید، من می‌روم. شما هم برای من چیزی بنویسید که اگر دشمن در آنجا کاری کرد و ظلمی صورت گرفت، بتوانم اقدام کنم. خمینی متنی را خطاب به اهالی زنجان می‌نویسد و در آن ذکر می‌کنند که «با ایشان مذاکره شد و قرار است ان‌شاءالله تعالی به زنجان بازگردند. امید است به خواست خداوند، تحت رهبری معظم‌له به مبارزهٔ خود علیه ظلم و استبداد ادامه دهید.»

### ترور نافرجام
با وجود محبوبیت زیاد خانواده حسینی‌زنجانی در زنجان، بازگشت وی در مقام امام جمعه شهر با مخالفت برخی روحانیون مخالف او همراه شد. همکاری زنجانی با دولت موقت مهدی بازرگان، فشارها را بیشتر کرد. سرانجام
چند نفر وی و نمایندهٔ رهبر در استان را هنگام وضوگرفتن در حیاط خانه‌اش به رگبار بستند اما آسیبی به کسی نرسید و گلوله از کنار عمامه زنجانی رد شد و به او اصابت نکرد؛ اما زنجانی با وجود حمایت‌های خمینی مجبور به ترک شهر زنجان و مهاجرت دوباره به مشهد شد. بعدها زنجانی ترورکنندگان خود را بخشید و آن‌ها آزاد شدند. این ترور از طرف عناصر وابسته به روحانیون مخالف با مهدی بازرگان سازمان‌دهی شده بود. مراجع تقلید آن زمان همچون سید محمدرضا گلپایگانی، سید عبدالله شیرازی و سید محمد روحانی در پیام‌هایی از این سوء قصد اظهار تأسف کردند.
سید محمد حسینی زنجانی ماجرای ترور پدرش را چنین نقل می‌کند:
«قبل از انقلاب وقتی ابوی به مشهد آمد جریان انقلاب به دست سید هاشم موسوی برادرزاده حاج آقا رضا موسوی هدایت می‌شد و در کنار ایشان افرادی بودند و کارها را جلو می‌بردند. وقتی انقلاب شد پدر به دستور امام به زنجان برگشت، مردم بعد از ورود ابوی جریان سید هاشم و اطرافیان آن را کنار زدند و این‌ها این اتفاق را به پای ما می‌نوشتند که ما مردم را تحریک می‌کنیم ولی شهد الله ما این کار را نمی‌کردیم.
سپاه وقت ما را قبول نداشت و تشکیک می‌کرد که سید عزالدین زنجانی حکمی برای امامت جمعه ندارد و این‌ها از طریق سید هاشم موسوی در دستگاه نفوذ داشتند و یک حکمی از امام گرفتند. امام‌خمینی نمایندگی شهر زنجان را در حکمی اول به ابوی داده بودند. منتهی بعد امام را وادار کردند که حکم دیگری بدهد و این کار انجام شد. ما دیدیم می‌خواهد خون‌ریزی شود، کوتاه آمدیم. سید هاشم موسوی که متصل شد به مجاهدین خلق و حذفش کردند و این اواخر در مشهد به رحمت خدا رفت. ما را نتوانستن با عناوین ساواکی و این‌ها حذف کنند و آخرش متصل شدند به ترور. افکار به حدی بود که یکی از ترورکنندگان در اقرار خود نوشته بود من فلانی … سه تا تیر به عزالدین زنجانی شلیک کردم و متأسفانه تیرهایم به هدر رفت. نوشته‌اش الان موجود است. ابوی به مردم اطلاعیه داد که من تشکر می‌کنم از پذیرایی شما و ناچارم شهر را ترک کنم و از هیچ‌کسی هم شکایت ندارم و آمدند به مشهد و دیگر برنگشتند. آن ترورکننده پشیمان شده بود و چند سال قبل آمد نزد ابوی معذرت خواست و توبه کرد و الان هم با ما ارتباط دارد.»
مستند ترور اعتدال که توسط مؤسسه مشکات تهیه شده به زندگی سیاسی وی پرداخته‌است.

### اقامت در مشهد
حسینی زنجانی در مدت حضورش در مشهد به فعالیت‌های گوناگون علمی و فرهنگی مشغول بود. اقامهٔ نماز در مسجد امام صادق، توجه به قشر جوان و به‌ویژه دانشجویان و طلاب در برنامه‌های فرهنگی مسجد، ارتباط چهره‌به‌چهره با تودهٔ مردم و تلاش برای حل مشکلات آنان، انجام امور مرجعیت، پاسخگویی به استفتائات، تدریس درس خارج فقه و اصول، تبلیغ و سخنرانی و تدریس نهج‌البلاغه از مهم‌ترین فعالیت‌های وی در مشهد بود.
او بسیار خلیق، مهربان، متواضع، گشاده‌رو و با حوصله بود و به خصوص با دقت و حوصله به پرسش‌های جوانان پاسخ می‌داد و از این رو بیشتر نمازگزاران و مراجعان مسجد امام صادق مشهد و دفتر او را دانشجویان و طلاب جوان تشکیل می‌دادند.
او کتاب‌الجهاد از جواهرالکلام را یک دوره قبل از انقلاب و دو دوره بعد از انقلاب تدریس کرد.
جلسات درس خارج فقه زنجانی ترکیبی از مباحث نقلی، عقلی، اصولی و فلسفی بود. او به عرفان و ادبیات عرب و ادبیات فارسی تسلط خوبی داشت ولی بنابر گفته فرزندش سید محمد مرعوب و مجذوب فلسفه و عرفان نبود و در موارد زیادی مخالفت‌های خود را با عرفان و فلسفه بروز می‌داد. همچنین درس تفسیر او آغشته به درایةالحدیث، بحث رجال و نیز اخلاق بود. زنجانی در مجموع چهار دوره خارج فقه و چهار دوره خارج اصول در زنجان و مشهد تدریس کرد که متن مبنای آن‌ها کتاب جواهرالکلام بود و گاهی هم کتاب مکاسب.
ابتدا جلسات دروس او در مدرسه سلیمان خان تشکیل می‌شد و سپس به خیابان دانشگاه، مسجد امام صادق منتقل گشت.
وی تا پایان عمر نیز در مشهد زندگی می‌نمود و می‌گفت که پناهنده علی بن موسی الرضا شده‌است.

### درگذشت
سرانجام در سپیده‌دم ۲۴ اردیبهشت ۱۳۹۲ همزمان با سالروز شهادت علی النقی امام دهم شیعیان و در سن ۹۳ سالگی درگذشت و پیکر او در روز ۲۶ اردیبهشت ۱۳۹۲ پس از تشییع گسترده مردم، روحانیون، دانشجویان و استادان دانشگاه، مقامات کشوری و نمایندگان آن‌ها از میدان شهدای مشهد به سمت حرم علی بن موسی الرضا برده و پس از اقامه نماز میت به امامت سید موسی شبیری زنجانی در رواق دارالزهد به خاک سپرده شد.
او در وصیت‌نامه اش پس از وصیت در مورد مدفن خود، نوشته بود که بر روی قبرش این ابیات که مخاطب آن امام هشتم شیعیان علی بن موسی الرضا است حک شود:
شاها چو تو را سگی بباید
گر من بُوَم آن سگ تو شاید
خود را بقبول رایگانت
بستم به محلهٔ سگانت
افکن نظری بر این سگ خویش
سنگم مزن و نرانم از پیش
به مناسبت درگذشت وی در استان خراسان رضوی دو روز و در زنجان سه روز عزای عمومی اعلام شد و همچنین پنج‌شنبه ۲۶ اردیبهشت‌ماه در استان زنجان تعطیل رسمی اعلام شد.
بازار زنجان نیز در روز درگذشت او تعطیل شد.
مراسم بزرگداشتی نیز در شهرهای مشهد، زنجان، تبریز، قم، تهران و شیراز برای وی برگزار شد.
سید علی خامنه‌ای رهبر جمهوری اسلامی ایران، محمود احمدی‌نژاد رئیس‌جمهور وقت، علی لاریجانی رئیس مجلس، صادق لاریجانی ریاست قوه قضائیه، اکبر هاشمی رفسنجانی رئیس مجمع تشخیص مصلحت نظام، محمدرضا مهدوی کنی رئیس مجلس خبرگان و سید محمد خاتمی رئیس‌جمهور سابق در پیام‌هایی جداگانه درگذشت وی را تسلیت گفتند.
همچنین مراجع تقلید از جمله لطف‌الله صافی گلپایگانی، حسین وحید خراسانی، ناصر مکارم شیرازی، محمدعلی علوی گرگانی، حسین نوری همدانی، عبدالله جوادی آملی، جعفر سبحانی، بیات زنجانی و همچنین سید حسن خمینی، جامعه روحانیت مبارز، جامعةالمصطفی العالمیه و مجمع عالی حکمت اسلامی درگذشت وی را تسلیت گفتند.
همایش نکوداشتی نیز با عنوان «فقیه حکیم؛ سید عزالدین زنجانی» با حضور علی لاریجانی رئیس مجلس شورای اسلامی، سید محمد حسینی وزیر فرهنگ و ارشاد اسلامی و سید احمد علم الهدی امام جمعه مشهد در تیرماه ۱۳۹۲در مشهد برگزار شد.
در اولین سالگرد وی نیز همایش «بزرگداشت حکمت و حکمای خراسان» در بزرگداشت وی در اردیبهشت ۱۳۹۳ در مشهد برگزار شد.

## تالیفات
کتاب‌ها و آثاری که از او به جای مانده اغلب غیرفقهی است و بیشتر راجع به مسائل تفسیر و اخلاق:
- شرح خطبه حضرت زهرا (س)
- رساله عملیه
- مناسک حج
- شرح زیارت آل یاسین
- فیض العلیم فی شرح تحفة الحکیم
- یکصد و ده سؤال
- مطارحات حول معیار الشرک فی القرآن (به زبان عربی)- معیار شرک در قرآن (ترجمه فارسی)
- زندگی‌نامه علامه فرزانه شیخ محمدجواد بلاغی
- شرح زیارت عاشورا
- تفسیر سوره حمد
- راه رستگاری
- الانتزاعات من القرآن الکریم
- تفسیر ترتیبی قرآن
- حاشیه بر شرح منظومه ملاهادی سبزواری
- شرح و نقد مثنوی معنوی
- حاشیه بر اسفار ملاصدرا
- رسالة فی حقیقة الایمان (تقریر)
- تعلیقات بر تفسیر شبر (تقریر)

## آراء و نظرات
نظر صریح وی در مورد فخررازی، غزالی، ابن عربی و مولوی
حسینی زنجانی در یکی از تألیفات خود به نام تفسیر سوره حمد در تفسیر آیه «اهدنا الصراط المستقیم» در پایان فصلی با عنوان تحیر علماء به دلیل نداشتن امام، در مورد فخر رازی، محمد غزالی، ابن عربی و مولوی چنین نوشته‌است که: «خلاصه این فخر رازی و آن محی الدین ابن عربی آن هم غزالی و هم چنین مولوی و امثال او، به قدری گمراهند که ضلالتشان از عمیق‌ترین ضلالت هاست … غیر از تمسّک به امام معصوم هیچ‌گاه به صراط مستقیم راه نخواهیم یافت»
فلسفه تقلیدی نیست
زنجانی با این‌که در بحث فلسفه متأثر از علامهٔ طباطبایی بود، اما نقدهایی را هم بر مباحث ایشان وارد می‌دانست. وی نسبت به تفسیر سورهٔ توحید در المیزان نقدهایی داشت. به‌طور کلی ایشان در مباحث فلسفی، حتی در مباحث ملاصدرا متوقف نبود و بحث‌هایی را دربارهٔ آن‌ها مطرح می‌کرد. زنجانی فلسفه را امری اندیشه‌ای می‌دانست که تقلید در آن روا نیست؛ بنابراین طرح مباحث فلسفی به شیوهٔ تقلیدی را نقض غرض می‌پنداشت.
انتخابات ریاست جمهوری
پس از دیدار میر حسین موسوی با وی در اردیبهشت ۱۳۸۸ در مشهد برخی از پایگاه‌های نزدیک به اصلاح طلبان مدعی شدند که وی از موسوی حمایت کرده‌است. در واکنش بیت ایشان در پیامی خطاب به احمدی‌نژاد از سخنرانی ریاست جمهوری اسلامی ایران در اجلاس ژنو تقدیر و تشکر کرد. پس از این سایت‌های نزدیک به اصولگرایان نیز مدعی شدند که وی از احمدی‌نژاد حمایت کرده‌است.
همچنین برخی منابع نزدیک به اصلاح طلبان مدعی شده‌اند که او:
در سال ۱۳۷۶ برای آنکه تحت فشارهای موجود ناچار به حمایت از ناطق نوری نگردد هنگام انتخابات به تهران آمد و به نزدیکان گفت: «دعا کرده بودم خداوند کسی مانند مصدق را در مسیر ملت بگذارد که گمان می‌کنم آقای خاتمی به این دعا نزدیک ترند». در هنگام دولت خاتمی نیز در منزل و مسجد ایشان به روی کسانی چون مهاجرانی و عبدالله نوری که دیگر روحانیان پذیرای آنان نبودند گشوده بود؛ وضعی که البته مشکلاتی را برای ایشان سبب شد.
در سال ۱۳۸۴ هاشمی رفسنجانی را برای ریاست جمهوری اصلح می‌دانستند. روزنامه‌ای در زنجان که این مطلب را کار کرد جمع‌آوری شد.
سید عزالدین حسینی زنجانی تا پایان عمر خویش از هیچ نامزد انتخاباتی به‌طور رسمی حمایت نکرد و کمتر در امور سیاسی دخالت می‌کرد.
اعتراف از روی اجبار و اکراه
«یکی از شرایط شرعی نفوذ اقرار، عدم اکراه است و اگر اقراری با ضرب‌وشتم گرفته شده باشد، فاقد اثر شرعی است. حال ضرب‌وشتم انجام نشده ولی با تهدید به ضرب‌وشتم اقرار گرفته شده باشد، چطور؟ باز چنین اقرار فاقد اثر شرعی است و در صورت پیشنهاد اخذ فلان مقدار پول و نداشتن توان پرداخت و به ناچار اقرار کند این فرض هم فاقد اثر شرعی است. انکار بعد از اقرار هم چنانچه اقرار اکراهی نباشد در حق‌الناس مسموع نیست و در حق‌الله نیز ممنوع نیست، الا رجم و قتل»
نظر صریح زنجانی دربارهٔ مولوی
وی معتقد است مولوی، ابوطالب را مشرک می‌داند در حالی که زنجانی قائل به عصمت ابوطالب بود. او در حالی که مولوی را شیعه نمی‌دانست می‌گفت: مولوی یک اشتباه بزرگ دارد که تمام حسنات اش را به عقیده من از بین برده، و آن این است که می‌گوید امام و جانشین پیامبر، خواه از نسل علی و خواه از عُمر؛ این اصلاً ندانستن امامت است. همچنین زنجانی چندین بار گفته بوده که به او نگوئید مولانا، بلکه بگوئید مولاهم.
سید محمد حسینی زنجانی فرزند وی نقل می‌کند که او گفته بود اگر کسی ثابت کند مولوی شیعه هست، من هر چه دارم به او می‌دهم.
نمایش چهره ابوالفضل العباس
سؤال: قرار است در سریال مختارنامه چهره حضرت ابوالفضل (ع) نشان داده شود. نشان دادن چهره آن حضرت در این سریال آیا اشکال شرعی ندارد؟ می‌خواهیم جلوی این حرکت را بگیریم، آیا کار درستی می‌کنیم؟
پاسخ: نشان دادن چهره حضرت ابوالفضل العباس سلام الله علیه در فیلم اشکال شرعی ندارد اما باید دقت شود که فردی برای این نقش انتخاب گردد که سابقه نقش منفی در اذهان مخاطبان نداشته باشد و بعداً نیز مراقب نقش‌های خود در فیلم‌های بعدی باشد و هر چند که نشان دادن عظمت و شخصیت والای حضرت ابوالفضل العباس سلام الله علیه کما هو حقه در قالب فیلم و دیگر هنرها ممکن نیست اما دست‌اندرکاران فیلم سعی کنند که با استفاده از روایات اهل بیت و تاریخ‌های معتبر سیمایی نزدیک به شخصیت حقیقی آن بزرگوار عرضه بکنند، خلاصه کار عظیم و دشواری است و دقت بسیار می‌طلبد.